# Julius C. Holmes

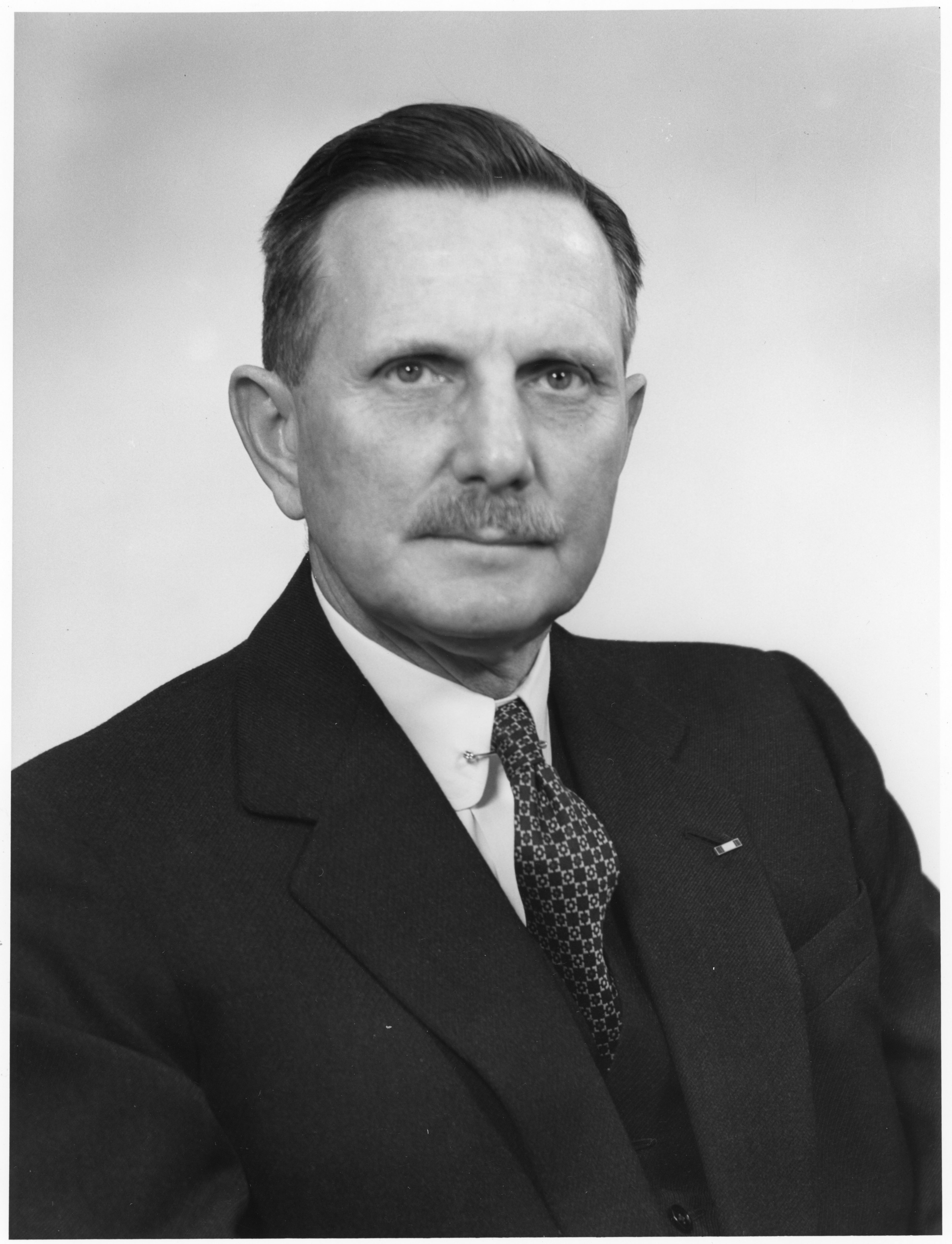
Julius C. Holmes (1955)

Julius Cecil Holmes (* 24. April 1899 in Pleasanton; † 14. Juli 1968) war ein US-amerikanischer Diplomat, von 1944 bis 1945 Assistant Secretary of State for Administration, von 1955 bis 1956 Generalkonsul in Marokko, von 1959 bis 1961 Generalkonsul in Hongkong und von 1961 bis 1965 Botschafter im Iran.

## Leben
Holmes wurde am 24. April 1899 als der dritte von vier Söhnen von James Reuben Holmes und seiner Frau Louella Jane (geb. Trussell) geboren und besuchte die University of Kansas und das Student Army Training Corps. Später wurde er first lieutenant in der Kansas National Guard. Nach drei Jahren als Versicherungskaufmann wurde er 1925 Mitglied des United States Foreign Service, in der er schnell Karriere machte. Nachdem er diplomatische Posten im US-amerikanischen Konsulat in Marseille, in der Türkei, in Rumänien und in Albanien bekleidet hatte, war er Mitte der 1930er an der Schlichtung des Chacokriegs beteiligt. 1937 verließ er den Außendienst, um eine Führungsrolle an der 1939 New York World’s Fair einzunehmen und darauf für General Mills zu arbeiten. 1942 trat er dem Army Intelligence Service bei, in dem er sich an der Organisation besetzter Territorien beteiligte. 1944 ernannte ihn der Präsident Franklin D. Roosevelt zum ersten Assistant Secretary of State for Administration, doch trat er schon einige Monate später zurück und leitete die TACA. Nachdem er 1948 wieder Teil des Außendienst wurde, diente er als Generalkonsul, von 1955 bis 1956 in Marokko und von 1959 bis 1961 in Hongkong. Nachdem er von 1961 bis 1965 als Botschafter im Iran fungiert hatte, ging er in den Ruhestand. Er starb am Morgen des 14. Juli 1968. Die New York Times nannten ihn in einem Nachruf einen „Bilderbuch-Diplomaten“.
Am 26. April 1932 heiratete er Henrietta Allen, Tochter des ehemaligen Gouverneurs von Kansas Henry Justin Allen. Sie hatten drei Kinder.